# 东山镇 (宣威市)
东山镇，是中华人民共和国云南省曲靖市宣威市下辖的一个镇。

## 行政区划
东山镇下辖以下地区：
马场村、老云村、坪子村、赤那村、朝阳村、歌可村、瓦路村、协法村、八大河村、三乐河村、米乐村、正雄村、格木村、法着村、卡基村、李家村、朱家湾村、芙蓉村、安迪村、火石盆村、恰德村和海那村。